# Portrait d'une courtisane
Portrait d'une courtisane, parfois appelé Portrait de Fillide, est un tableau de Caravage probablement peint vers 1598, anciennement conservé au musée Kaiser Friedrich de Berlin mais détruit au cours des bombardements massifs de 1945. 
Ce tableau, qui n'est donc plus connu aujourd’hui que grâce à d'anciennes photographies, représente une jeune femme identifiée comme Fillide Melandroni, courtisane romaine et amie du peintre à qui elle servit de modèle pour plusieurs autres tableaux.

## Historique
L'œuvre est réalisée par Caravage alors qu'il est au service du cardinal Francesco Maria del Monte, son mécène et premier protecteur. Néanmoins il est possible que son premier propriétaire ait été la modèle elle-même, la courtisane romaine et amie du peintre, Fillide Melandroni. Il ne s'agit pas du premier tableau dans lequel elle apparaît puisqu'il est possible de la reconnaître dans Marthe et Marie-Madeleine (1598), Sainte Catherine d'Alexandrie (1598) ou Judith et Holopherne (1598/1599).
Le tableau est peint au tournant du XVIIe siècle mais sa date exacte de création n'est pas certaine : elle va généralement, selon les auteurs, de 1598-1599 (selon Sebastian Schütze par exemple) à 1601 (d'après Sybille Ebert-Schifferer), mais avec une majorité d'avis qui gravitent plutôt autour de 1598. Après avoir appartenu à la modèle elle-même qui en fait don ensuite à Giulio Strozzi, le tableau entre dans la collection du marquis Vincenzo Giustiniani, grand collectionneur d'art et en particulier de celui de Caravage, comme l'atteste un inventaire daté de 1683. Passant ensuite dans les collections du roi de Prusse, il demeure exposé à Berlin au musée Kaiser Friedrich (désormais appelé musée Bode) de 1815 jusqu'en mai 1945, date à laquelle il disparaît dans un incendie lors de la bataille pour la ville à l'issue de la Seconde Guerre mondiale : il n'est donc plus connu que par ses photos.

## Description
La toile représente le portrait à mi-corps d'une jeune femme brune, peint devant un fond sombre indistinct sur lequel n'apparaît rien d'autre qu'une tache de lumière sur le côté droit. La jeune femme est vivement éclairée et fait face au spectateur; toutefois, son regard ne suit pas cette orientation mais il est tourné légèrement vers la droite du tableau. Elle est habillée d'une chemise blanche aux manches amples et bouffantes, recouverte sur le buste d'un corsage brun brodé de jaune, et elle porte plusieurs bijoux : boucles d'oreille et bracelet.
Elle tient à la main un petit bouquet de fleurs blanches qu'elle lève devant son corsage. Il peut s'agir de fleurs d'oranger, ce qui pose d'ailleurs problème au critique d'art Walter Friedlaender pour identifier le personnage à Fillide Melandroni, puisqu'il estime que de telles fleurs identifient le personnage à une jeune mariée plutôt qu'à une courtisane.

## Analyse
À de rares exceptions près, Caravage ne brille pas, à travers sa carrière, pour l'excellence de ses portraits. Le portrait de Fillide Melandroni n'échappe pas à cette règle : comme l'observe l'historien de l'art Laurent Bolard, il est frappant de constater le contraste entre la fadeur de ce portrait et la vigueur expressive du même personnage dans le rôle de sainte Catherine ou de Judith.